# Kytín
Kytín (německy Kitin) je obec v okrese Praha-západ ve Středočeském kraji, asi 28 km jihozápadně od Prahy. Žije zde 607 obyvatel.

## Název
Původ jména je nejasný; podle jednoho výkladu je odvozena od osobního jména „Kyta“ (Kytova ves), podle druhého pochází od staročeského podstatného jména „kyta“, tj. „lesík“, podle jiného od slovesa „kutat“ (původně Kutín) vzhledem k dobývání zlata a stříbra v okolí obce.

## Historie
První písemná zmínka o vsi pochází z roku 1321. V dnešním katastru Kytína se nacházely další tři vsi, které původně měly větší význam než Kytín, a to Kdýčina (zničená za husitských válek, později obnovená a roku 1460 definitivně zaniklá), Studnice (o jejímž osudu není nic známo) a Korutany (zničeny v průběhu husitských válek a později definitivně během třicetileté války). Pouze částí do katastru patřila ves Chouzavá, dnes existující převážně jako chatová osada. Teprve v době vlády Jana Lucemburského byl Kytín povýšen na trhovou ves. V té době patřil pánům z Tetína. Od roku 1334 patřil královské koruně, ale byl propůjčen Kejstutovi (Jindřichu) Litevskému. Roku 1409 král Václav IV. zastavil Kytín Janu z Lestkova se sídlem na Žebráku. V téže době je zmiňována ves Stříbrná Lhota nacházející se až do 20. stol. v katastru Kytína.
Od počátku husitských válek, kterými zřejmě prošel bez větších škod, měnil Kytín velice často své majitele. V roce 1503 přestává být Kytín majetkem koruny a prakticky od té doby byl až do roku 1848 stále v majetku šlechtických rodů, kterým patřil Mníšek pod Brdy. Mezi významné majitele patřili Jan Vratislav z Mitrovic a jeho dědicové. Během třicetileté války Kytín značně utrpěl, pozbyl svých původních práv a stal se pouhou součástí mníšeckého panství, které v roce 1655 přešlo do držení rodiny Engelů z Engelflussu. Po vymření tohoto rodu po meči přešlo panství a s ním i Kytín do vlastnictví rodiny hrabat z Unwerthu.
V roce 1848 se stal Kytín spolu se Stříbrnou Lhotou svobodnou obcí. Od dvacátých let 20. století začínají v okolí Kytína vznikat první trampské osady, z nichž vyrostla zejména současná chatová oblast Kytínská louka. V roce 1936 se od Kytína oddělila Stříbrná Lhota jako samostatná obec. Ve třicátých letech 20. století bylo na území katastru obce postaveno několik lehkých betonových bunkrů (ŘOP) patřících do opevnění tzv. Pražské linie. V roce 1980 ztratil Kytín status obce a byl připojen k Mníšku pod Brdy. Teprve v listopadu 1990 se opět osamostatnil. V roce 1999 byl v obci otevřen Domov Kytín, poskytovatel sociálních služeb. V roce 2017 byl pro veřejnost otevřen nově postavený Pivovar Kytín.

## Přírodní poměry
Obec se nachází na jihovýchodním úpatí části Hřebeny pásma Brd v Brdské vrchovině v průměrné nadmořské výšce 432 m poblíž dálnice D4. Obec je východištěm pro pěší turistiku a cykloturistiku.
Do jižní části katastrálního území obce zasahuje část přírodní památky Andělské schody. Na území obce rostou dva památné stromy:
- Jasan v Kytíně – jasan ztepilý, na návsi u kostela
- Dub u Kytína – dub letní, v lese jihozápadně od obce (od roku 2008 uvnitř oplocení nové obory)Jasan u kostela

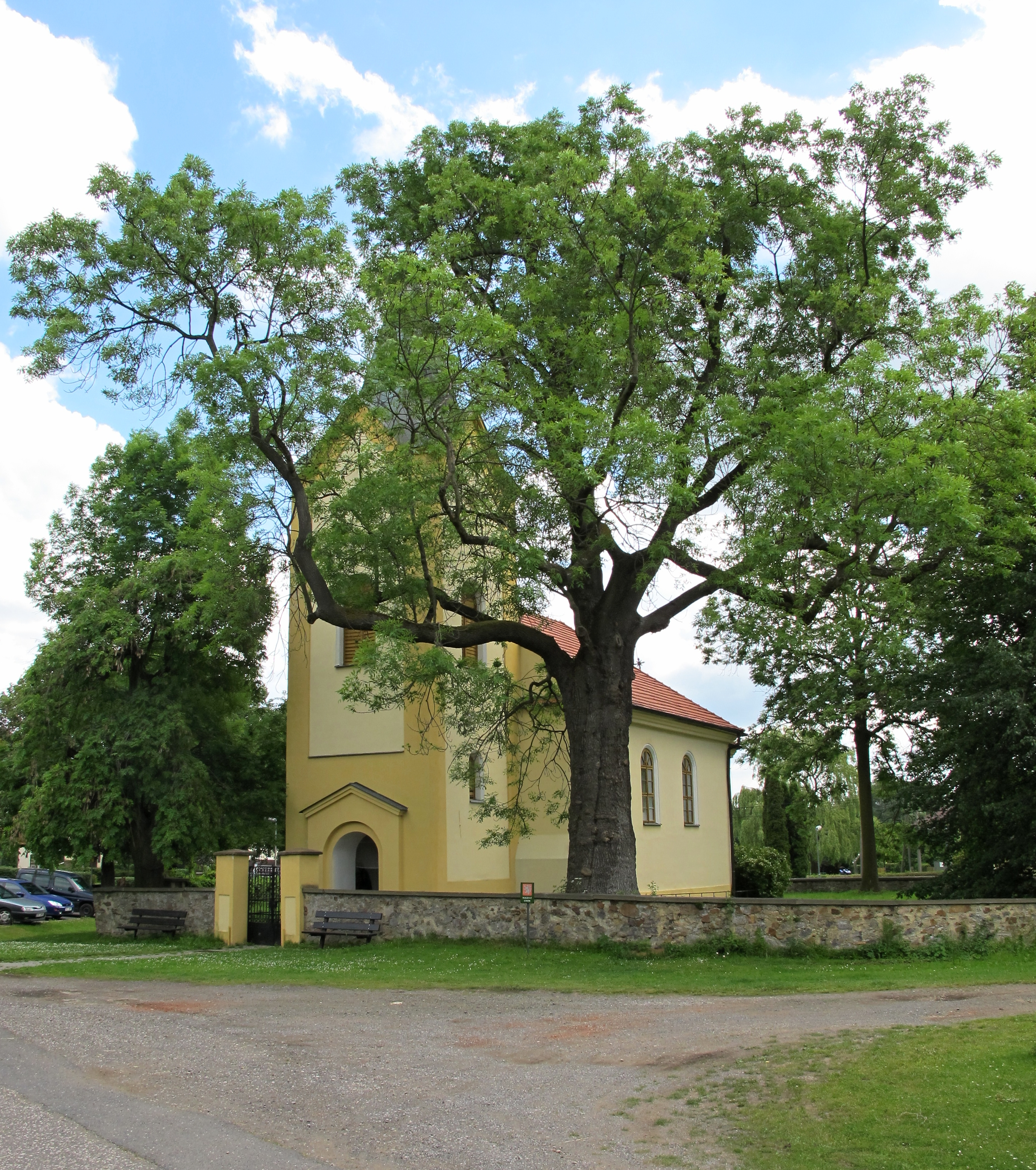
Jasan u kostela

## Obecní správa

### Části obce
- Kytín (k. ú. Kytín)

Součástí obce je také základní sídelní jednotka Chouzavá II. K obci patří také osady Jesení, Na Rovinách (Kytínská louka) a Na Pískách.
Sousedními obcemi sídla jsou Voznice, Dobříš a Mníšek pod Brdy.
Do 1. července 1974 byla obec součástí okresu Příbram. Poté přešla v souvislosti s rozšiřováním území hlavního města Prahy do okresu Praha-západ.

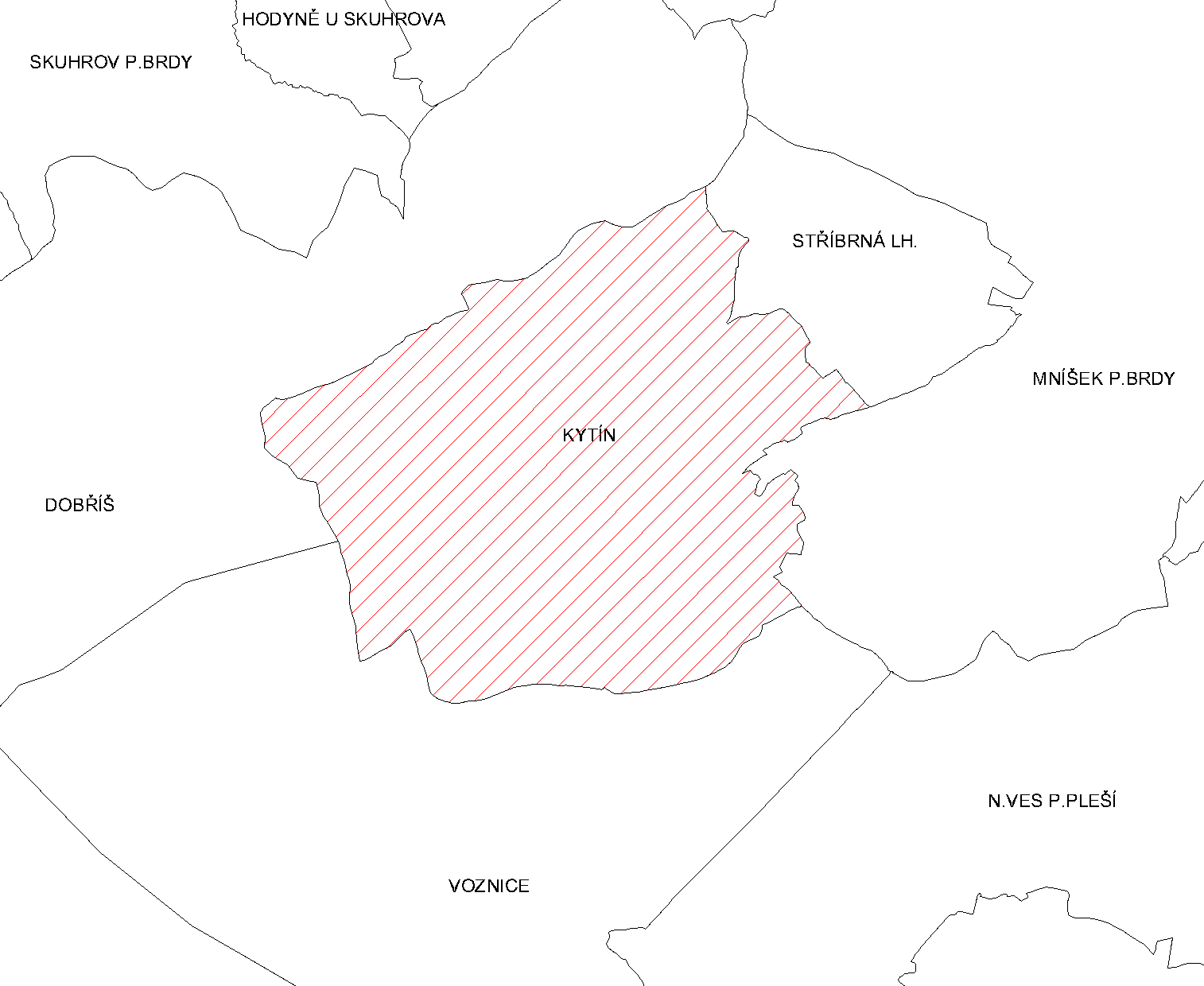
Katastrální území Kytína

Dějiny územněsprávního začleňování zahrnují období od roku 1850 do současnosti. V chronologickém přehledu je uvedena územně administrativní příslušnost obce (části obce) v roce, kdy ke změně došlo:
- 1850 země česká, kraj Praha, politický okres Smíchov, soudní okres Zbraslav[5]
- 1855 země česká, kraj Praha, soudní okres Zbraslav
- 1868 země česká, politický okres Smíchov, soudní okres Zbraslav
- 1896 země česká, politický okres Příbram, soudní okres Dobříš[6]
- 1939 země česká, Oberlandrat Tábor, politický okres Příbram, soudní okres Dobříš[7]
- 1942 země česká, Oberlandrat Praha, politický okres Příbram, soudní okres Dobříš[8]
- 1945 země česká, správní okres Příbram, soudní okres Dobříš[9]
- 1949 Pražský kraj, okres Dobříš[10]
- 1960 Středočeský kraj, okres Příbram
- 1974 Středočeský kraj, okres Praha-západ[11]
- 2003 Středočeský kraj, obec s rozšířenou působností Černošice

## Společnost

### Rok 1932

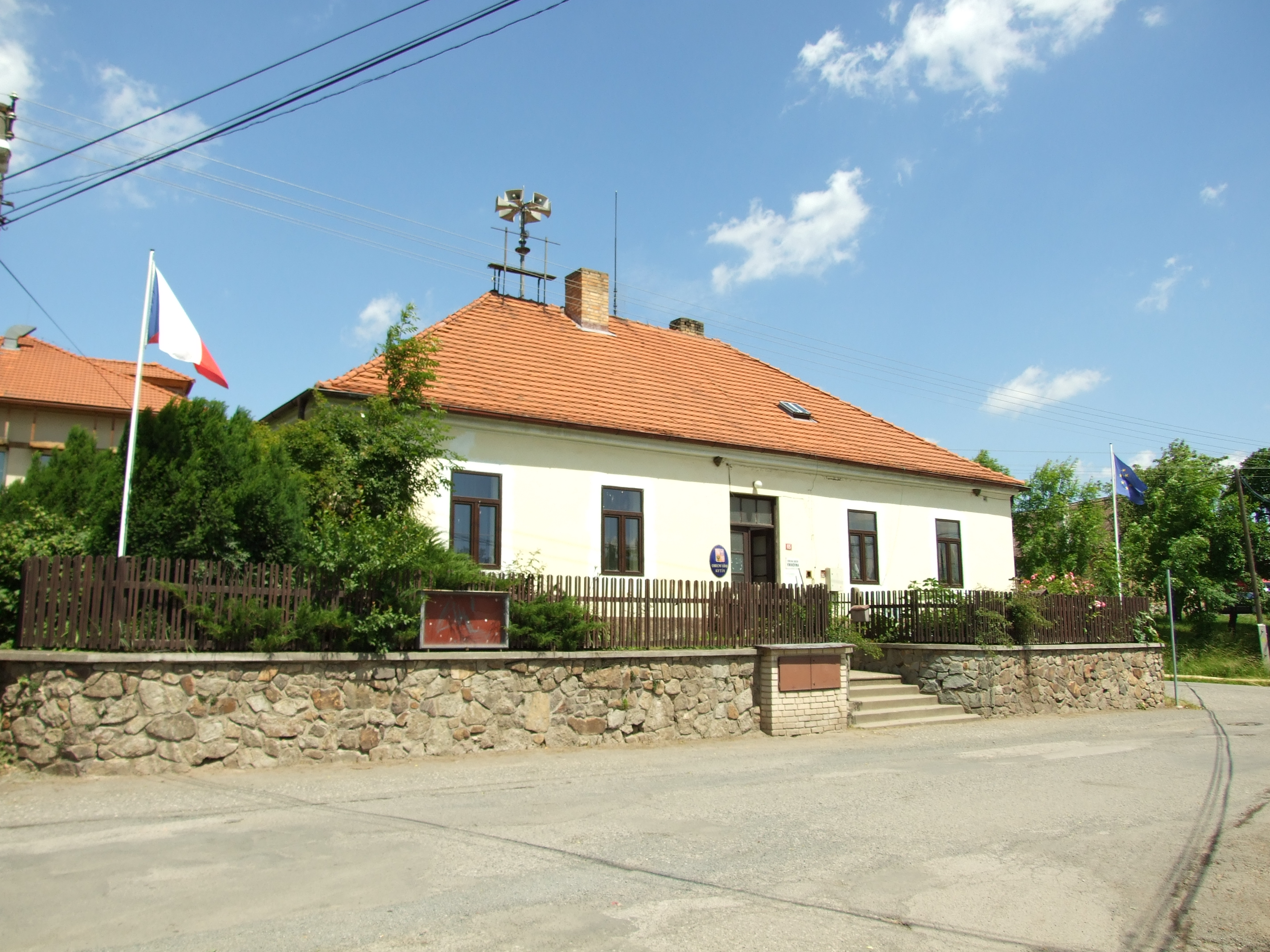
Obecní úřad

V obci Kytín (přísl. Stříbrná Lhota, 515 obyvatel, katol. kostel) byly v roce 1932 evidovány tyto živnosti a obchody:  5 hostinců, 2 kapelníci, kolář, 2 kováři, krejčí, obuvník, 2 rolníci, řezník, 3 obchody se smíšeným zbožím, spořitelní a záložní spolek pro Kytín, švadlena, 2 trafiky.

## Doprava

### Dopravní síť
Do obce vedou silnice III. třídy. Asi 2 km od obce vede dálnice D4 s exitem 22 (Kytín). Železniční trať ani stanice či zastávka na území obce nejsou.

### Autobusová doprava 2024
Autobusovou dopravu v obci Kytín zajišťuje společnost Martin Uher. Obec je součástí Pražské integrované dopravy (PID). V obci se nacházejí zastávky Kytín,Náves a Kytín,U Hřbitova. Obec je výchozí nebo konečnou pro linky 446 a CYK1. Linka 446 spojuje Kytín s Chouzavou a Mníškem pod Brdy. Linka CYK1 (CYKLOBUS BRDY) vyjíždí z Dobřichovic a pokračuje přes Všenory, Černolice, Řitku a Mníšek pod Brdy, přičemž končí zde, v Kytíně.

## Pamětihodnosti
Gotický kostel Nanebevzetí Panny Marie byl poprvé zmíněn v roce 1321. Koncem 17. století byl zbarokizován. Hlavní oltář je barokní s obrazem Panny Marie s Ježíškem od Karla Javůrka. Na dvou bočních oltářích jsou obrazy sv. Jana Nepomuckého a sv. Vojtěcha od téhož autora. Na dřevěném kůru jsou rokokové varhany z počátku 19. století, renovované roku 2000. Zpočátku farní kostel od konce třicetileté války spadá pod farnost Mníšek pod Brdy. V základech apsidy kostela se nachází studánka s údajně zázračnou vodou, léčící podle pověsti oční neduhy.

## Osobnosti
- Bohuslav Čepelák (1907–1969), novinář, spisovatel a tramp, pochován v Kytíně
- Pavel Landovský (1936–2014), herec, žil zde

## Fotogalerie

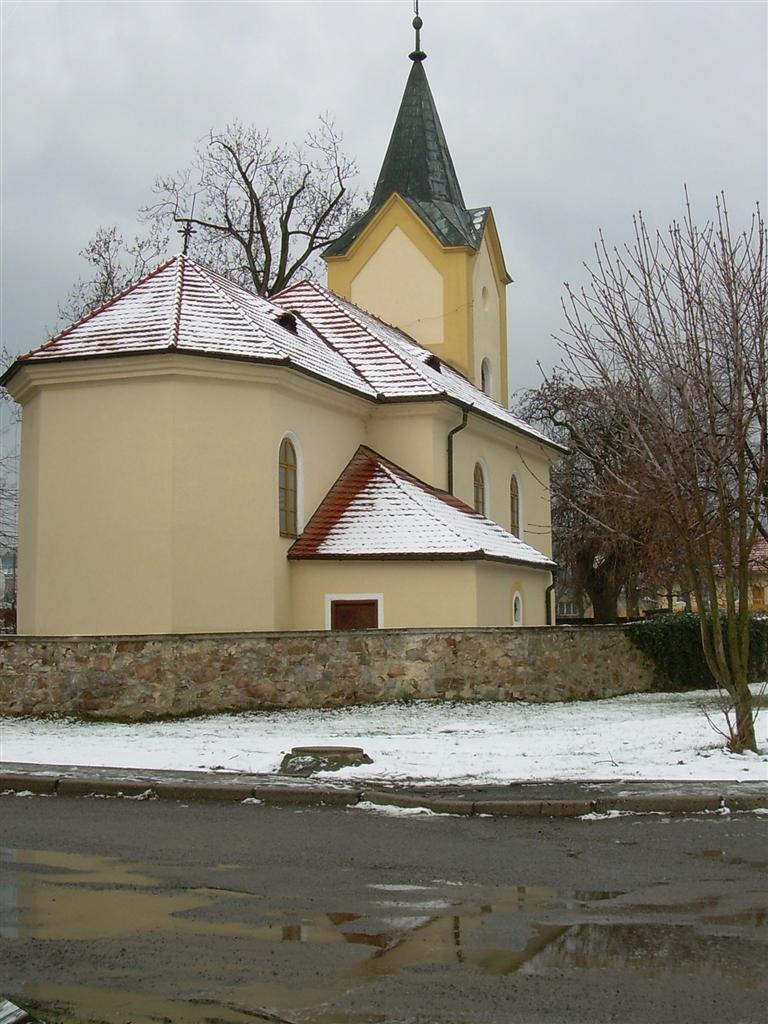
Kostel Nanebevzetí Panny Marie na návsi
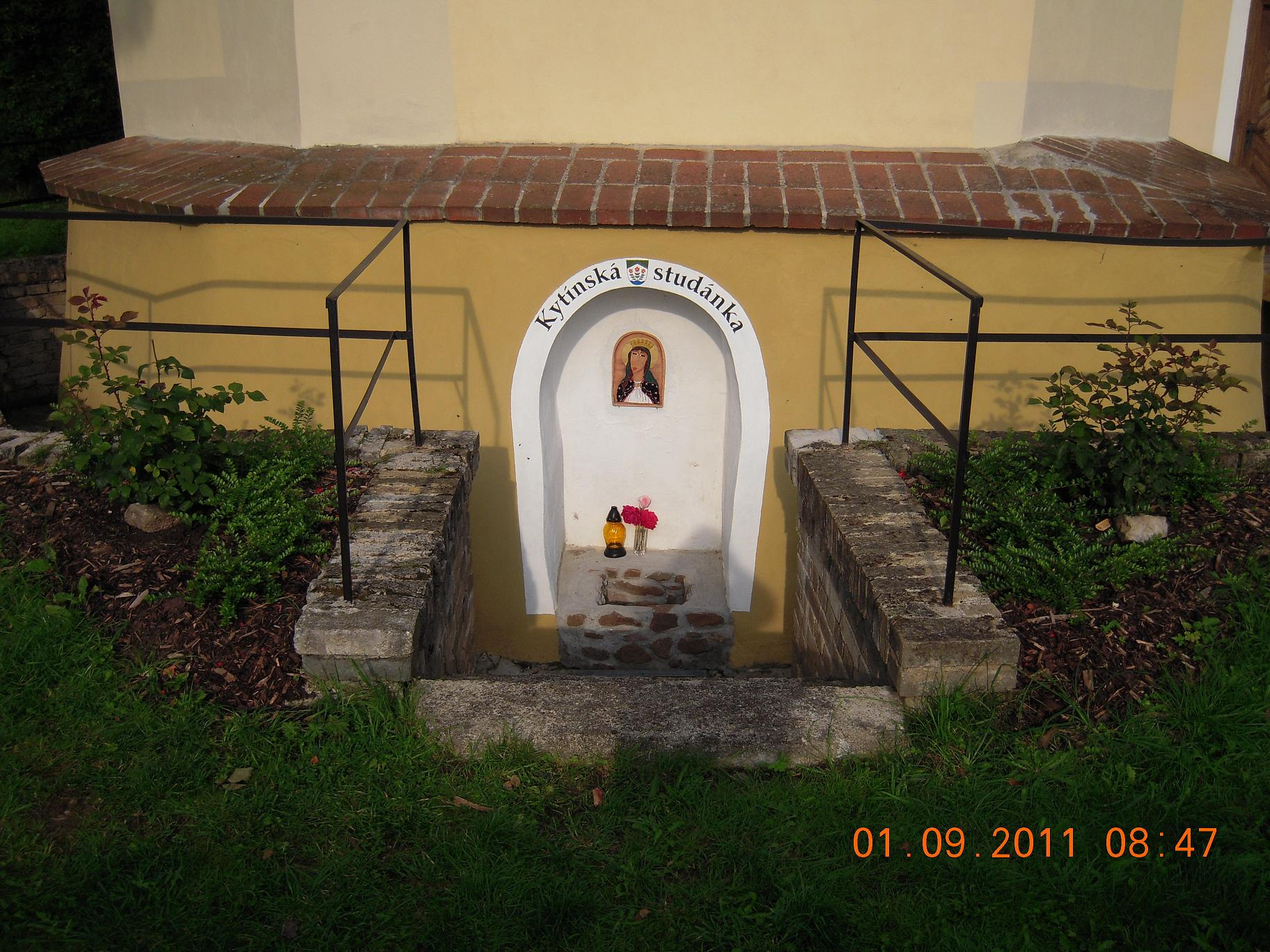
Studánka v základech kostela
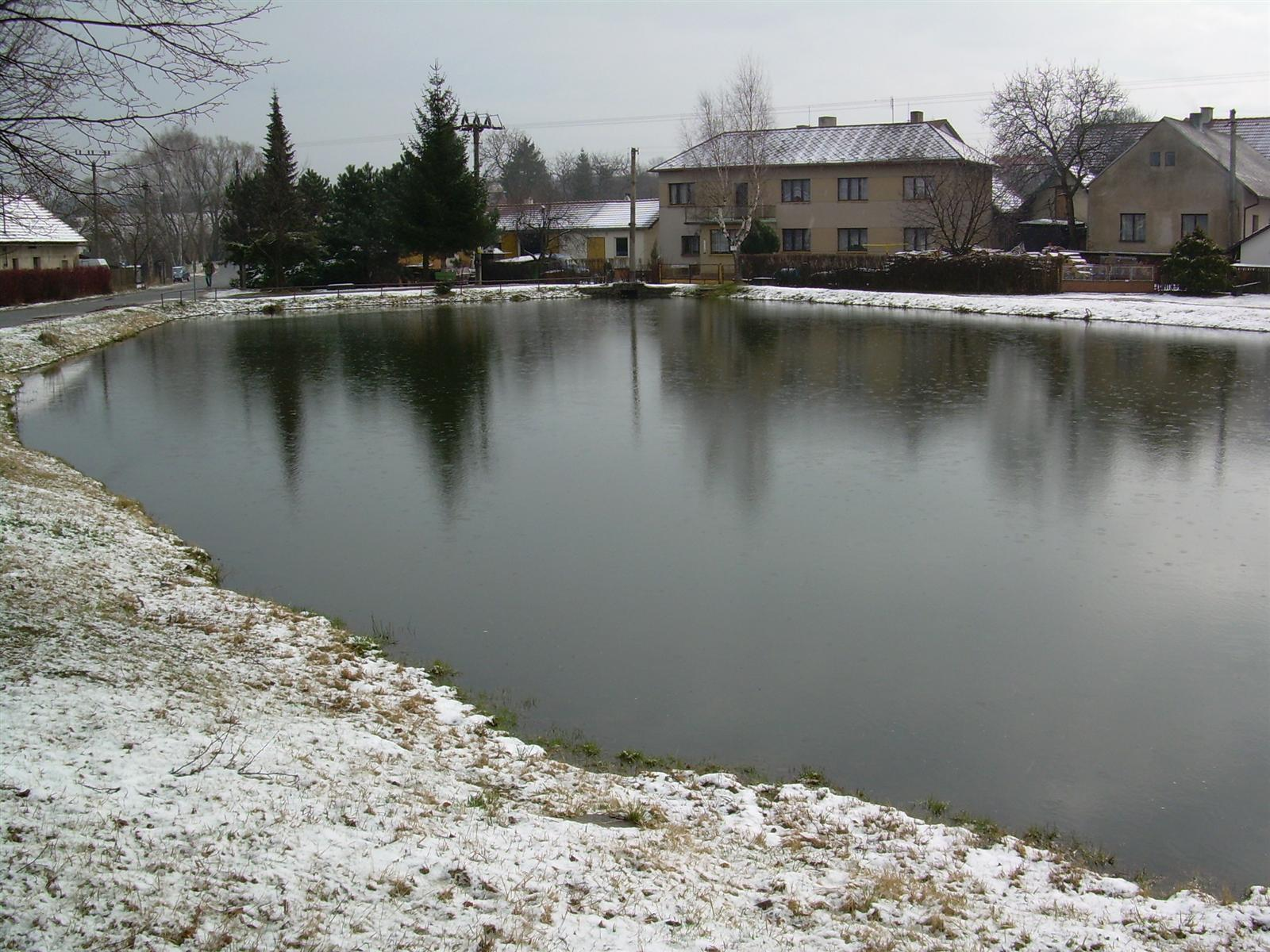
Rybník na návsi
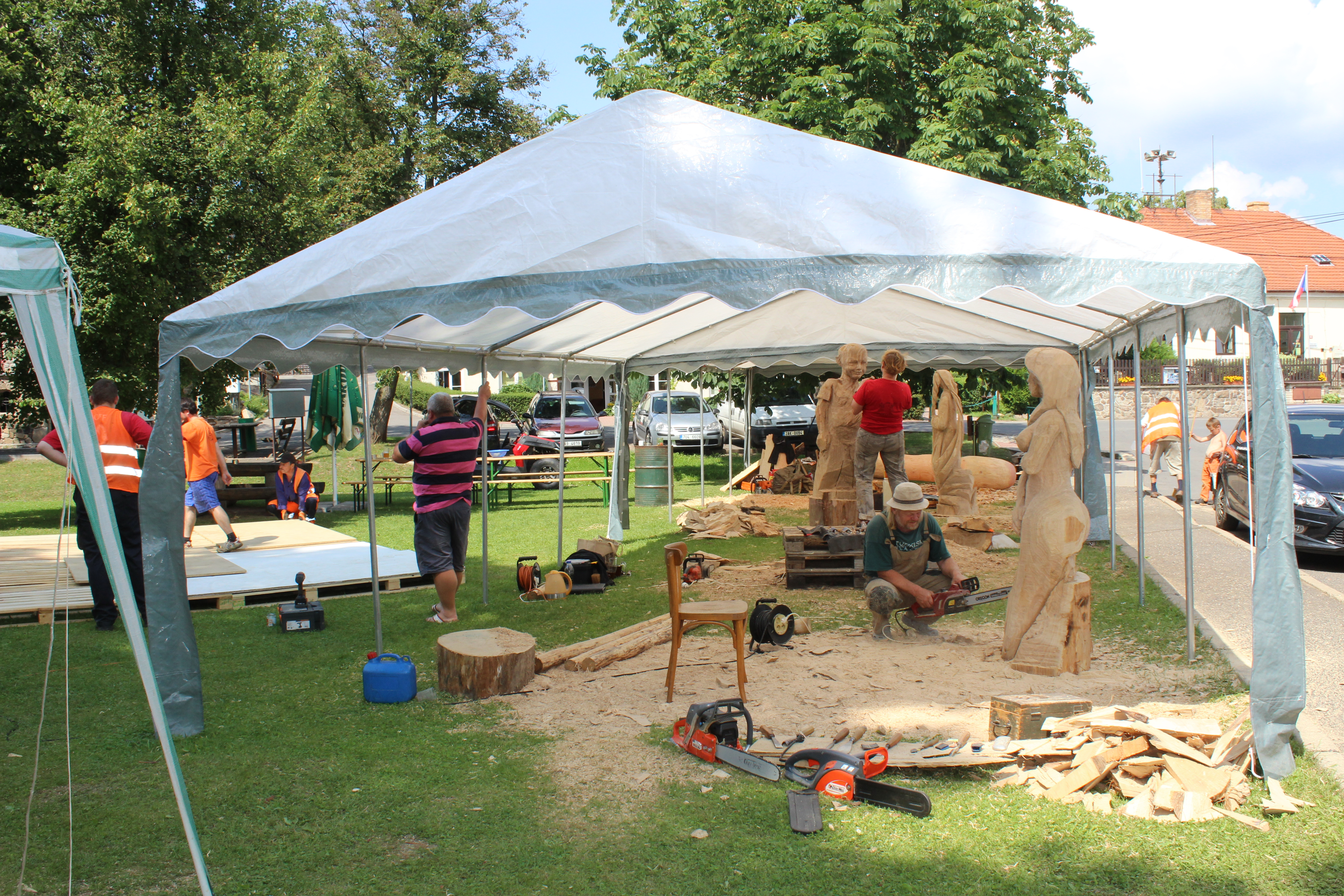
Sochaři a řezbáři při Dřevosochání (2014)